# Mohamed Amer
Mohamed Amer (ar. محمد عامر; ur. 23 kwietnia 1954 w Kafr asz-Szajch) – egipski piłkarz grający na pozycji napastnika. W swojej karierze grał w reprezentacji Egiptu.

## Kariera klubowa
Swoją karierę piłkarską Amer rozpoczął w klubie Kafr El Sheikh SC, w którym zadebiutował w 1970 roku i grał do 1975 roku. W latach 1975–1977 grał w Gomhoriat Shebin SC. W 1977 roku przeszedł do Al-Ahly Kair. Występował w nim do końca swojej kariery, czyli do 1987 roku. Wywalczył z nim siedem tytułów mistrza Egiptu w sezonach 1978/1979, 1979/1980, 1980/1981, 1981/1982, 1984/1985, 1985/1986 i 1986/1987. Zdobył też pięć Pucharów Egiptu w sezonach 1977/1978, 1980/1981, 1982/1983, 1983/1984 i 1984/1985, a także dwa Puchary Mistrzów w 1982 i 1987 i trzy Puchary Zdobywców Pucharów w latach 1984, 1985 i 1986.

## Kariera reprezentacyjna
W 1980 roku Amer został powołany do reprezentacji Egiptu na Puchar Narodów Afryki 1980. Na tym turnieju rozegrał pięć meczów: grupowe z Wybrzeżem Kości Słoniowej (2:1), z Tanzanią (2:1) i z Nigerią (0:1), połfinałowy z Algierią (2:2, k. 2:4) i o 3. miejsce z Marokiem (0:2). Z Egiptem zajął 4. miejsce w tym turnieju.